# イン・マイ・オウン・ワーズ
『イン・マイ・オウン・ワーズ』（原題:In My Own Words）は、アメリカのシンガーソングライターNe-Yoのデビューアルバム。Def Jam Recordingsによって2006年2月28日にリリースされた。 

## 概要
新鋭ソングライターとして、R＆B歌手マリオの全米ナンバ－1ヒット『レット・ミー・ラヴ・ユー』（2004年）、メアリー・J・ブライジ、ミュージック（・ソウルチャイルド）やフェイス・エバンス等に楽曲提供を行ってきたNe-Yoのデビュ－アルバムとなる。
スターゲイトプロデュ－スのシングル「ソー・シック」のヒットもあり、初週301,000枚を売り上げ、US Billboard 200で首位を獲得した。その後、米国記録産業協会（RIAA）によってプラチナ認定され、最終的にアメリカで150万枚を売り上げた。また、オーストラリア、日本、イギリスでもプラチナ認定をされた。
プロデューサーには、Ron "Neff-U" Feemster、 Brandon Howard、Shea Taylor、Curtis "Sauce" Wilson、スターゲイトが参加した。ラッパーのピーディ・ピーディ、ゴーストフェイス・キラー、LLクールJ、リック・ロス等のゲスト出演も本作の特徴である。
本作からはUS Billboard Hot 100で首位を獲得した「ソー・シック」の他、「ステイ」、「ウェン・ユア・マッド」、「セクシー・ラヴ」の4枚のシングルがリリースされた。

## シングル
1st「ステイ」2005年9月20日 /US Hot R&B/Hip-Hop Songs 最高36位
2nd「ソー・シック」2005年11月22日 / Billboard Hot 100 最高1位
3rd「ウェン・ユア・マッド」2006年3月7日 / Billboard Hot 100 最高15位
4th「セクシー・ラヴ」2006年6月26日 /Billboard Hot 100 最高7位

## 収録曲
1. ステイ FEAT.ピーディ・ピーディ
2. レット・ミー・ゲット・ディス・ライト
3. ソー・シック
4. ウェン・ユア・マッド
5. イット・ジャスト・エイント・ライト
6. ミラー
7. サイン・ミー・アップ
8. アイ・エイント・ガッタ・テル・ユー
9. ゲット・ダウン・ライク・ザット
10. セクシー・ラヴ
11. レット・ゴー
12. タイム
13. ゲット・ダウン・ライク・ザット FEAT.ゴーストフェイス・キラー ／13 ガールフレンド（日本版ボーナス・トラック）
14. ロンリー（日本版ボーナス・トラック）
15. ソー・シック FEAT.LLクールJ（日本版ボーナス・トラック）
16. バック・ライク・ザット FEAT.ゴーストフェイス・キラ－（日本版ボーナス・トラック）
17. ステイ FEAT.リック・ロス（ボーナス・トラック）
18. ゲット・ダウン・ライク・ザット(リミックス) FEAT.ゴーストフェイス・キラー（日本版ボーナス・トラック）

## チャート
| Chart (2006)                          | Peak position |
| ------------------------------------- | ------------- |
| オーストラリア (ARIA)                 | 41            |
| オーストリア (Ö3 Austria)             | 63            |
| ベルギー (Ultratop Flanders)          | 83            |
| カナダ (Billboard)                    | 9             |
| オランダ (MegaCharts)                 | 50            |
| フランス (SNEP)                       | 20            |
| ドイツ (Offizielle Top 100)           | 27            |
| ニュージーランド (RMNZ)               | 35            |
| スイス (Schweizer Hitparade)          | 11            |
| UK アルバムズ (OCC)                   | 14            |
| UK R&B Albums (OCC)                   | 1             |
| US Billboard 200                      | 1             |
| US Top R&B/Hip-Hop Albums (Billboard) | 1             |

| Chart (2006)                          | Position |
| ------------------------------------- | -------- |
| UK Albums (OCC)                       | 98       |
| US Billboard 200                      | 27       |
| US Top R&B/Hip-Hop Albums (Billboard) | 4        |

## Certifications
| 国/地域                                             | 認定     | 認定/売上数 |
| --------------------------------------------------- | -------- | ----------- |
| オーストラリア (ARIA)                               | Platinum | 70,000^     |
| ブラジル (ABPD)                                     | Gold     | 30,000*     |
| 日本 (RIAJ)                                         | Platinum | 250,000^    |
| イギリス (BPI)                                      | Platinum | 300,000     |
| アメリカ合衆国 (RIAA)                               | Platinum | 1,400,000^  |
| * 認定のみに基づく売上数 ^ 認定のみに基づく出荷枚数 |          |             |